# Pheroras
Pheroras (* um 68 v. Chr.; † 5 v. Chr.) aus der Familie der Herodianer war der jüngste Bruder des jüdischen Königs Herodes des Großen (* 73 v. Chr., † 4 v. Chr.) und lange Jahre als „zweiter Mann im Staat“ einer seiner engsten politischen und militärischen Mitarbeiter.

## Herkunft
Die Eltern von Pheroras und Herodes waren der einflussreiche idumäische Politiker und Römerfreund Antipatros und seine nabatäische Ehefrau Kypros. Weitere Geschwister waren Joseph, Phasael und Salome.

## Politische und militärische Aktivitäten
Pheroras beteiligte sich in der Zeit der Kämpfe gegen Antigonos an den militärischen Aktionen. Herodes vertraute ihm vor allem den Kleinkrieg gegen die Parteigänger des Antigonos an. Auf Befehl des Herodes baute er die Festung Alexandreion wieder auf. Phasael und Joseph kamen bei militärischen Kämpfen um. Als sein Bruder Joseph getötet worden war, versuchte Pheroras eine Verstümmelung der Leiche durch Antigonos vergeblich durch die Zahlung von 50 Talenten zu verhindern. Beim Parthereinfall (40 v. Chr.) war Pheroras Kommandant der Festung Masada.
Nach der Errichtung des herodianischen Königtums in Judäa gehörte Pheroras zum engsten Familienkreis des von der römischen Vormacht zum König ernannten Herodes. Flavius Josephus spricht Pheroras die volle Teilhabe an der königlichen Macht zu.

## Heiratspolitik
Herodes betrieb zur Stärkung der Legitimität seines Königtums eine geplante Heiratspolitik, die darauf abzielte, seine eigene Familie mit dem hasmonäischen Königshaus zu verschmelzen. Dieser Politik mussten sich auch die anderen Familienmitglieder unterwerfen. Herodes selbst verstieß seine erste Frau Doris und heiratete 37 v. Chr. die hasmonäische Prinzessin Mariamne I. Pheroras musste eine Schwester der Mariamne heiraten, deren Name nicht überliefert ist. Aus dieser Ehe gingen zwei Töchter hervor.
Trotz dieser Bemühungen gelang es Herodes nicht, eine vollständige und harmonische Vereinigung beider Familien zu erreichen. Vielmehr ergaben sich große interne Spannungen zwischen den beiden Zweigen, die sich in Eifersüchteleien, Rivalitäten und Intrigen entluden: Die Hasmonäer sahen geringschätzig auf die Herodianer herab und verachteten sie wegen ihrer niedrigen idumäischen Herkunft. Die Herodianer wehrten sich gegen die Demütigungen mit Intrigen und Verschwörungen.
29 v. Chr. ließ Herodes seine Gattin Mariamne wegen angeblicher Untreue hinrichten. Seine Söhne Alexander und Aristobulos aus der Ehe mit Mariamne drohten später damit, den Tod ihrer Mutter an allen Beteiligten zu rächen. Dadurch fühlten sich vor allem Pheroras und Salome in ihrer Stellung gefährdet und bemühten sich darum, den Sturz der Mariamne-Söhne zu erreichen.

## Tetrarch von Peräa

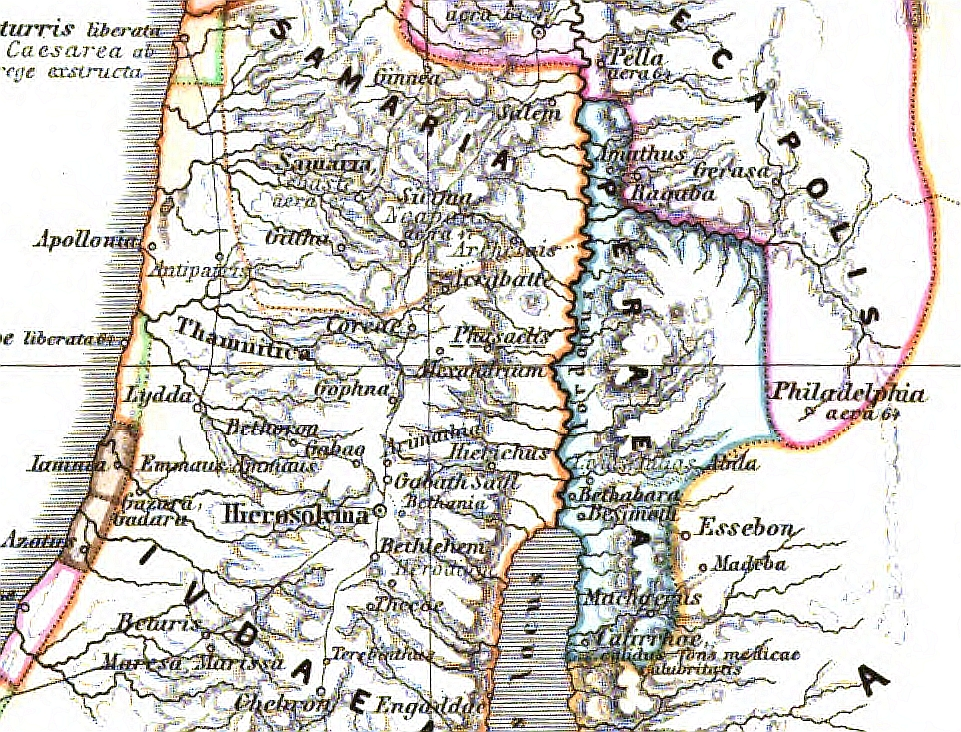
Die Tetrarchie Peräa zur Zeit des Pheroras

Als sich abzeichnete, dass die Mariamne-Söhne, wenn sie einmal an die Macht kommen würden, den idumäischen Zweig der Familie benachteiligen könnten, erbat Herodes 20 v. Chr. von Kaiser Augustus für seinen Bruder Pheroras ein eigenes Herrschaftsgebiet. Dieser erhielt Peräa als Tetrarchie. Außerdem wies Herodes ihm von den Einkünften seines Reiches hundert Talente an, damit Pheroras – in dem Fall, dass er (Herodes) selbst vom Tod ereilt würde – sich in einer gesicherten Stellung befände und nicht in Abhängigkeit von den Mariamne-Söhnen geraten könnte. In Peräa lag die wichtige Festung Machärus.

## Verwicklung in Verschwörungen
In die (lebensgefährlichen) Komplotte am herodianischen Königshof, in denen es um die beste Position für die Thronfolge ging, wurde auch Pheroras mehrmals verwickelt und schwer beschuldigt. Wie es scheint, hat er sich auf die Seite seines Neffen Antipater, des Sohnes der Doris, ziehen lassen und gegen die Mariamne-Söhne intrigiert. Er benötigte die Vermittlung des kappadokischen Königs Archelaos, um seinen Bruder Herodes wieder zu versöhnen. Pheroras wurde vorgeworfen, durch seine Unterstützung für Antipater im Hintergrund an den Intrigen gegen die Mariamne-Söhne Alexander und Aristobulos beteiligt gewesen zu sein. Flavius Josephus bezeichnet Pheroras als „einen der Mörder des Alexander und Aristobulos“.

## Widerstand gegen Herodes
Nach dem Tode der ersten Gattin des Pheroras, der Schwester der Mariamne (20 v. Chr.), beabsichtigte Herodes seinen jüngeren Bruder erneut den Notwendigkeiten seiner Heiratspolitik zu unterwerfen und schlug ihm vor, sich mit seiner damals etwa 15-jährigen Nichte Salampsio (* um 35 v. Chr.) zu verheiraten. Eine Mitgift von 300 Talenten sollte Pheroras außerdem erhalten. Salampsio war die älteste Tochter des Herodes und stammte aus der (37 v. Chr. geschlossenen) Ehe des Königs mit der hasmonäischen Prinzessin Mariamne (29 v. Chr. hingerichtet). In ihren Adern floss das Blut der nationalen jüdischen Hasmonäer-Dynastie.
Pheroras verweigerte sich jedoch einer weiteren Unterwerfung unter die Heiratspolitik seines Bruders Herodes, obwohl er diesen dadurch aufs Höchste erzürnte. Obwohl er – wie Flavius Josephus erwähnt – bereits mit Salampsio verlobt war, hatte er sich in eine Frau niederer Herkunft (Name unbekannt) verliebt und war nicht bereit, diese Bindung aufzugeben oder zerstören zu lassen. Der jüdische Geschichtsschreiber Flavius Josephus spricht von einer „Sklavin“, an der Pheroras mit einer „krankhaften Neigung“ gehangen haben soll.
Auch als Herodes einige Jahre später (um 14 v. Chr.) einen weiteren Versuch unternahm, seinen Bruder Pheroras von seiner Ehefrau zu trennen, indem er ihm die Hand seiner Tochter Kypros anbot, war Pheroras nicht dazu bereit, sich von seiner Frau zu trennen, von der er inzwischen auch einen Sohn hatte.

## Kontakte zu den Pharisäern
Die Frau des Pheroras, die oben erwähnte „Sklavin“, unterhielt – wie Flavius Josephus berichtet – Kontakte zu den Pharisäern, die im politischen Widerstand gegen das herodianische Regime standen. Als den Pharisäern wegen der Verweigerung einer Eidesleistung eine hohe Geldstrafe auferlegt wurde, soll die Frau des Pheroras diese Strafe bezahlt haben. Es ist anzunehmen, dass sie dies mit Wissen und Einverständnis ihres Ehegatten Pheroras getan hat.
Aus pharisäischen Kreisen ging zu dieser Zeit eine Prophezeiung hervor, dass Herodes als König gestürzt werden würde und Pheroras und seine Kinder das jüdische Königtum erhalten würden. Entweder stellte Pheroras in den Augen dieser Kreise tatsächlich eine politische Alternative zu seinem Bruder Herodes dar oder man versuchte auf diese Weise, die nach außen sichtbar gewordenen Risse in seinem Verhältnis zu Herodes zu vertiefen, um damit einen Keil in die herodianische Dynastie zu treiben.

## Rückzug vom Königshof
Später unternahm Herodes einen weiteren ernsthaften Versuch, die Ehe des Pheroras zu zerstören und die ungeliebte Schwägerin durch Drohungen höchster königlicher Ungnädigkeit von seinem Bruder zu trennen. Aber auch das war vergeblich: Pheroras hielt zu seiner Frau und zog es vor, den Unwillen seines Bruders zu ertragen und ins Exil zu gehen.
Er gab jetzt seinen Wohnsitz im Jerusalemer Palast auf und zog sich in seine Tetrarchie nach Peräa zurück, wo er – wahrscheinlich im Königspalast in Betharampta (dem späteren Livias), direkt am Jordan gelegen – residierte. Dies bedeutete, dass er auch seine Mitwirkung im Beraterkreis seines Bruders („Kronrat“) einstellte. Später versuchte Herodes, milderen Sinnes geworden, das gestörte Verhältnis zu seinem Bruder wieder zu heilen und bat ihn, erneut politische Aufträge für das Königreich zu übernehmen. Aber Pheroras lehnte ab und blieb, wie er es angekündigt hatte, in Peräa.

## Vorbereitungen zum Brudermord
Wie sich später herausstellte, war Pheroras zu dieser Zeit an Planungen des Herodes-Sohnes Antipater beteiligt, der ihn dafür gewinnen wollte, den alternden Herodes durch Gift zu beseitigen. Tatsächlich wurde das erforderliche Gift heimlich bereits über Mittelsmänner in Ägypten beschafft. Der Brudermord wurde jedoch nie verwirklicht, da zunächst Herodes schwer erkrankte und schließlich Pheroras selbst. Während dieser Krankheit besuchte Herodes seinen Bruder in Peräa und versicherte ihn seiner Zuneigung. Dadurch gerührt ordnete Pheroras die Vernichtung des Giftes an.

## Tod in Peräa
Pheroras erholte sich von seiner Krankheit nicht mehr. Als er 5 v. Chr. gestorben war, ließ ihn Herodes aufbahren, nach Jerusalem überführen, dort feierlich beisetzen und schrieb eine allgemeine Trauer für ihn aus.
Bedienstete des Pheroras, die offenbar von der Beschaffung des Giftes aus Ägypten wussten, vermuteten, dass der Tod ihres Herrn auf einen Giftanschlag zurückzuführen sei und erstatteten Anzeige beim König. Herodes ließ sofort eine Untersuchung durchführen, in der auch die Hinterbliebenen des Pheroras mit Folter bedroht wurden. Die Frau des Pheroras versuchte zunächst, sich dieser Untersuchung durch einen Sprung vom Dach des Palastes in den Tod zu entziehen, weil sie befürchtete für ihre Beteiligung bei der Beschaffung des Giftes bestraft zu werden. Als Herodes ihr jedoch Straffreiheit zusagte, deckte sie die Hintergründe auf und belastete dadurch Antipater, den ältesten Sohn des Herodes und Mitverschworenen des Pheroras schwer. Herodes ließ darauf ihre Verletzungen behandeln und versöhnte sich mit ihr.
Nach dem Tode des Herodes 4 v. Chr. stattete Kaiser Augustus als Testamentsvollstrecker die zwei hinterlassenen noch unverehelichten Töchter des Herodes, Roxane (aus der Ehe mit Phaedra) und Salome (aus der Ehe mit Elpis) mit einer großen Mitgift aus und verheiratete sie – wie Flavius Josephus berichtet – mit zwei von Pheroras hinterlassenen Söhnen.